# Новый Покровок
Новый Покровок — деревня в Брейтовском районе Ярославской области. Входит в состав Брейтовского сельского поселения.

## География
Находится в северо-западной части Ярославской области на расстоянии приблизительно 5 км на северо-запад по прямой от административного центра района села Брейтово.

## История
В 1898 здесь было учтено 6 дворов, в 1941 — 8.

## Население
Численность населения: 9 человек (русские 89 %) в 2002 году, 3 в 2010.